# Sommesnil
Sommesnil é uma comuna francesa na região administrativa da Normandia, no departamento de Sena Marítimo. Estende-se por uma área de 3 km². Em 2010 a comuna tinha 108 habitantes (densidade: 36 hab./km²).